# Sainte-Lucie aux Jeux olympiques de la jeunesse d'été de 2018
 (octobre 2024).
Si vous disposez d'ouvrages ou d'articles de référence ou si vous connaissez des sites web de qualité traitant du thème abordé ici, merci de compléter l'article en donnant les références utiles à sa vérifiabilité et en les liant à la section « Notes et références ».
La participation de Sainte-Lucie aux Jeux olympiques de la jeunesse d'été de 2018 a lieu du 6 au 18 octobre 2018, à Buenos Aires, en Argentine. Il s'agit de sa troisième participation aux Jeux olympiques de la jeunesse d'été.
Il s'agit de la première fois où Sainte-Lucie gagne une médaille en olympiade, y compris aux Jeux olympiques.

## Médaillés
| Médaille                           | Athlète       | Sport      | Épreuve      | Date            |
| ---------------------------------- | ------------- | ---------- | ------------ | --------------- |
| Médaille d'argent, Jeux olympiques | Julien Alfred | Athlétisme | 100 m filles | 15 octobre 2018 |

## Sports en compétition

### Athlétisme
Pour un article plus général, voir Athlétisme aux Jeux olympiques de la jeunesse de 2018.
- Shelton Keyrine St Rose, 100 m garçons : 21 e
- Julien Alfred, 100 m filles :  Argent

### Natation
Pour un article plus général, voir Natation aux Jeux olympiques de la jeunesse de 2018.
- Jayhan Jamaud Odlum-Smith
  - 100 m nage libre garçons : éliminée en série
  - 50 m papillon garçons : éliminée en série